# Лободзиньский, Войцех
Во́йцех Лободзи́ньский (пол. Wojciech Łobodziński; род. 20 октября 1982, Быдгощ, Куявско-Поморское воеводство) — польский футболист, полузащитник; тренер.

## Биография

### Клубная карьера
В 1992 году попал в молодёжную команду «Завиша» из своего родного города Быдгощ. После на профессиональном уровне играл за «Стомиль», «Завишу» и «Петро» из Плоцка. Летом 2000 года перешёл в «Орлен» из Плоцка. В Экстраклассе дебютировал 21 октября 2000 года в матче против «Амики» из Вронки (2:6), Лободзиньский вышел на 78 минуте вместо Ярослава Попиела. Первый гол в чемпионате Польши забил 13 июня 2001 года в матче против радзёнкувского «Руха» (6:3), Войцех вышел на 68 минуте вместо Бартоломея Гжелака, на 72 минуте он забил гол в ворота Дариуша Клутта.
Летом 2003 года перешёл в любинское «Заглембе». В команде дебютировал 22 августа 2003 года в матче против «Лодзи» (2:0). В сезоне 2003/04 вместе с командой занял 2 место в Первой лиге Польши и вышел в Экстраклассу, уступив щецинской «Погони». В сезоне 2005/06 вместе с командой занял 3 место в чемпионате, клуб уступил краковской «Висле» и варшавской «Легии». 13 июля 2006 года дебютировал в еврокубках в домашнем матче квалификации к Кубку УЕФА против минского «Динамо» (1:1), на 67 минуте Лободзиньский забил гол в ворота Артура Лесько. Второй матч закончился ничьей (0:0) и за счёт гола на выезде «Динамо» прошло дальше. В сезоне 2006/07 «Заглембе» выиграл чемпионат Польши, на одно очко обогнав «Белхатув». 22 июля 2007 года принял участие в Суперкубке Польши, тогда «Заглембе» обыграло «Белхатув» (1:0). Летом 2007 года «Заглембе» снова неудачно выступил в еврокубках, в квалификации к Лиге чемпионов уступив румынскому «Стяуа». Всего за «Заглембе» в Экстраклассе провёл 97 матчей и забил 16 мячей.
В феврале 2008 года перешёл в краковскую «Вислу», подписав пятилетний контракт. Клуб за него заплатил 400 тысяч евро. Его зарплата в «Висле» 260 тысяч евро в год. В команде дебютировал 22 февраля 2008 года в матче против «Короны» из Кельце (1:1). Первый гол за команду забил 28 марта 2008 года в выездном матче против бытомской «Полонии» (1:2), на 42 минуте в ворота Михала Песковича. В сезоне 2007/08 «Висла» выиграла чемпионат, в кубке «Висла» дошла до финала, где проиграла извечному сопернику варшавской «Легии» по пенальти 4:3, основное время 0:0. Летом 2008 года «Висла» приняла участие в квалификации к Лиге чемпионов, сначала обыграв иерусалимский «Бейтар», а затем белая звезда проиграла испанской «Барселоне». После вылета из Лиги чемпионов клуб также неудачно выступил и в квалификации к Кубку УЕФА, проиграв английскому «Тоттенхэм Хотспур». В сезоне 2008/09 «Висла» снова одержала победу в Экстраклассе. 15 апреля 2011 клуб прекратил выступления из-за коррупционного скандала по поводу договорного матча с «Заглембе», а 12 июля 2011 Войцех аннулировал соглашение с клубом.

### Карьера в сборной
Войцех Лободзиньский провёл 66 матчей за сборную Польши разных возрастов. В составе юношеской сборной Польши до 17 лет выступал на чемпионате Европы в 1999 году в Чехии. В группе Польша заняла 2 место, уступив Испании и обогнав Россию и Хорватию. По ходу турнира Польша выбила Португалию и Чехию. В финале Польша проиграла Испании (1:4). В финале Лободзиньский покинул поле на 16 минуте из-за травмы. В составе юношеской сборной Польши до 18 лет участвовал на чемпионате Европы 2001 в Финляндии. В группе Польша заняла 1 место, обогнав Испанию, Бельгию и Данию. В финале Польша обыграла Чехию (3:1), Войцех забил гол в дополнительное время.
В национальной сборной Польши дебютировал 6 декабря 2006 года в выездном матче против ОАЭ (2:5), Лободзиньский вышел на 45 минуте. Первый гол в сборной забил 24 марта 2007 года в матче против Азербайджана (5:0), на 34 минуте в ворота Джахангира Гасанзаде. В составе сборной Польши успешно прошёл квалификацию к чемпионату Европы 2008 в Австрии и Швейцарии. Тогда Польша заняла 1 место, обогнав такие сборные, как Португалия, Сербия, Финляндия и Бельгия. На самом чемпионате Европы Польша заняла последние место в группе B, уступив Австрии, Германии и Хорватии. Лободзиньский провёл все 3 матча на Евро.

## Достижения
- Чемпион Польши (4): 2006/07, 2007/08, 2008/09, 2010/11
- Бронзовый призёр чемпионата Польши: 2005/06
- Серебряный призёр Первой лиги Польши: 2003/04
- Финалист Кубка Польши: 2007/08
- Обладатель Суперкубка Польши: 2007
- Победитель юношеского чемпионата Европы до 18 лет: 2001
- Серебряный призёр юношеского чемпионата Европы до 16 лет: 1999